# Anaptygus yulongensis
Anaptygus yulongensis är en insektsart som beskrevs av Wang, Yanfeng, Z. Zheng och Yong Shan Lian 2005. Anaptygus yulongensis ingår i släktet Anaptygus och familjen gräshoppor. Inga underarter finns listade i Catalogue of Life.